# چهل‌قاضی (بلخ)
چهل‌قاضی (به لاتین: Chehel Gazi) یک منطقهٔ مسکونی در افغانستان است که در ولایت بلخ واقع شده‌است.